# FK Mažeikiai
El FK Mažeikiai fue un equipo de fútbol con sede en Mažeikiai, Lituania.

## Historia
Fue fundado en el año 1947 en la ciudad de Mažeikiai, y ha cambiado de nombre en varias ocasiones, las cuales han sido:
- 1961 – ETG Mažeikiai
- 1962 – Elektra Mažeikiai
- 1973 – Atmosfera Mažeikiai
- 1990 – Jovaras Mažeikiai
- 1992 – FK Mažeikiai
- 1992 – ROMAR Mažeikiai, en honor a su principal inversor, Romas Marcinkevičius
- 1995 – FK Mažeikiai
- 2001 – Nafta Mažeikiai
- 2003 – FK Mažeikiai

El equipo ha sido campeón de Liga en 3 ocasiones, 2 de ellas durante la existencia de la Unión Soviética, y nunca ha sido campeón de Copa.
A nivel internacional ha participado en 1 torneo continental, en la Copa de la UEFA 1994-95, donde fue eliminado en la Ronda Preliminar por el AIK Solna de Suecia.

## Palmarés
- A Lyga: 3

1976, 1979, 1993/94

## Participación en Compaticiones de la UEFA
| Temporada | Torneo   | Ronda      | Club      | Casa | Visita | Global |
| --------- | -------- | ---------- | --------- | ---- | ------ | ------ |
| 1994/95   | UEFA Cup | Preliminar | AIK Solna | 0-2  | 0-2    | 0-4    |